# Луис Роберто Барозо
Луис Роберто Барозо (на португалски: Luís Roberto Barroso) е бразилски магистрат, професор по право и съдия от Върховния федерален съд на Бразилия.
Роден е на 11 март 1958 г. във Васурас, щата Рио де Жанейро. Завършва право в Йейл, а по-късно придобива степените доктор и доктор на правните науки в университета на Рио де Жанейрио, където е професор по Конституционно право. През 2011 г. е гостуващ лектор в Харвард.
От 1980 г. започва да управлява собствена правна кантора. В периода 1985 до 2013 е щaтски прокурор на Рио де Жанейро. През май 2013 г. той е номиниран за съдия във Върховния федерален съд от президента Дилма Русев на мястото на пенсиониралия се върховен съдия Карлос Айрес Брито и встъпва в длъжност на 26 юни 2013 г., след като номинацията му е одобрена от Федералния сенат.